# Compania Națională a Huilei
Compania Națională a Huilei, prescurtat CNH, este o companie de stat din România, unul dintre cei doi mari jucători pe piața de cărbune din România (celălalt fiind Societatea Națională a Lignitului Oltenia — SNLO).
CNH are următoarele sucursale: Exploatarea Minieră Lonea, EM Petrilă, EM Livezeni, EM Vulcan, EM Păroșeni, EM Lupeni, EM Uricani, Exploatarea de Preparare a Cărbunelui Valea Jiului-Vulcan și Stația Centrală de Salvare Minieră Petroșani.
CNH are o producție anuală de 1,9 milioane tone de huilă.
Compania este subvenționată de Statul Român, primind în 2009 o subvenție de 281 milioane de RON, cu 14% mai mică decât cea din 2008.
Pentru anul 2010, subvenția este de 245,6 milioane de lei.
În aprilie 2010, compania avea acumulate datorii istorice în valoare de un miliard de euro.
Număr de angajați:
| An       | 2011  | 2009   | 1989   |
| -------- | ----- | ------ | ------ |
| angajați | 8.783 | 10.700 | 20.300 |

## Controverse
În noiembrie 2008, după accidentul de la Mina Petrila soldat cu 13 morți, presa remarca faptul că niciun șef al Companiei Naționale a Huilei (CNH) nu a plecat de la post cu mâna goală. Dimpotrivă, conturile lor erau doldora de sume importante, bogăție la care se adăugau mașini de lux, terenuri, vile și case de vacanță. Încă o observație: după fiecare accident de muncă intens mediatizat, directorii din CNH au fost „sancționați” cu promovarea în Ministerul Economiei și Comerțului (MEC) sau pe alte funcții importante în Valea Jiului.